# Milagro (Ecuador)
Milagro (nome completo: San Francisco de Milagro) è una città dell'Ecuador, nella provincia del Guayas, è capoluogo dell'omonimo cantone.
Milagro è la terza città più popolosa della provincia di Guayas, al censimento del 2010 l'area urbana aveva una popolazione di 133 058 abitanti mentre la popolazione dell'intero cantone era pari a 140 103 abitanti.
È una delle più importanti città agricole del Guayas e i suoi prodotti principali sono la canna da zucchero e l'ananas.